# Adolf Fredrik Melander

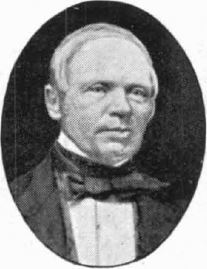
Adolf Fredrik Melander.

Adolf Fredrik Melander, född 26 juli 1816 i Karlstad, död 7 januari 1902 i Stockholm, var en svensk läkare. 
Melander blev student vid Uppsala universitet 1835, medicine kandidat 1842, medicine licentiat 1845, kirurgie magister samma år och medicine doktor 1846. Han var distriktsläkare i Skinnskattebergs bergslag 1845 och 1846–1847, sjukhusläkare vid Allmänna garnisonssjukhuset i Stockholm 1847–1848, bataljonsläkare vid Värmlands fältjägarregemente 1848–1852, läkare vid Diakonissanstaltens sjukhus i Stockholm 1851–1862 och vid Visby havsbadanstalt 1868–1889. Han var den förste, som i Sverige predikade vegetarianismen och utgav en vegetarisk kokbok (1876). Melander är begravd på Norra begravningsplatsen utanför Stockholm.